# Öttusa a 2024. évi nyári olimpiai játékokon
A 2024. évi nyári olimpiai játékokon öttusában egy férfi és egy női kategóriában oszttak érmeket. A versenyt augusztus 8. és 11. között tartták meg. Az eseményeknek két helyszín adott otthont, a vívást a Arena Paris Nordban rendezik, a többi versenyszámot a Versailles-i kastélyban rendezték.

## Formátum
Az öttusa öt sportágból állt össze: vívás, úszás, díjugratás, lövészet és terepfutás. 
A vívás két fordulóból állt. A hagyományos szakaszban körmérkőzésben minden versenyző egy találatos összecsapásban mérkőzött meg a többi versenyzővel. Minden győzelem 6 pontot ért. A bónuszvívást a két legalacsonyabb helyezést elérő versenyző kezdte meg és az egy találatos mérkőzésen szerezhetnek győzelem esetén 2 bónuszpontot kapott. A vesztes kiesett, a győztes maradt a páston, ellenfele a következő legalacsonyabb helyen álló versenyző volt.
Az úszás számban 200 méteres gyorsúszásban szerezhettek pontot az indulók. A díjugratásban egy idegen lovon kellett egy 12 akadályból álló pályán lovagolni. 
Utolsóként a futásból és lövészetből álló kombinált versenyszámot rendezték meg. A versenyzők egyesével rajtoltak, az első három szám után kialakult sorrendben, a köztük lévő pontkülönbségnek megfelelő időközönként. A 3200 méteres táv során négy állomáson kellett teljesíteni a lövészetet, lézerpisztollyal 10 méteres távolságban lévő célokra kellett lőniük. A verseny végeredménye az utolsó szám befutási sorrendje volt.

## Éremtáblázat
(A táblázatokban Magyarország és a rendező ország sportolói eltérő háttérszínnel, az egyes számoszlopok legmagasabb értéke vagy értékei vastagítással kiemelve.)
| A 2024. évi nyári olimpiai játékok éremtáblázata öttusában | A 2024. évi nyári olimpiai játékok éremtáblázata öttusában | A 2024. évi nyári olimpiai játékok éremtáblázata öttusában | A 2024. évi nyári olimpiai játékok éremtáblázata öttusában | A 2024. évi nyári olimpiai játékok éremtáblázata öttusában | Olimpia  |
| ---------------------------------------------------------- | ---------------------------------------------------------- | ---------------------------------------------------------- | ---------------------------------------------------------- | ---------------------------------------------------------- | -------- |
|                                                            | Ország                                                     | Arany                                                      | Ezüst                                                      | Bronz                                                      | Összesen |
| 1.                                                         | Egyiptom (EGY)                                             | 1                                                          | 0                                                          | 0                                                          | 1        |
| 1.                                                         | Magyarország (HUN)                                         | 1                                                          | 0                                                          | 0                                                          | 1        |
|                                                            |                                                            |                                                            |                                                            |                                                            |          |
| 3.                                                         | Franciaország (FRA)                                        | 0                                                          | 1                                                          | 0                                                          | 1        |
| 3.                                                         | Japán (JPN)                                                | 0                                                          | 1                                                          | 0                                                          | 1        |
|                                                            |                                                            |                                                            |                                                            |                                                            |          |
| 5.                                                         | Dél-Korea (KOR)                                            | 0                                                          | 0                                                          | 1                                                          | 1        |
| 5.                                                         | Olaszország (ITA)                                          | 0                                                          | 0                                                          | 1                                                          | 1        |
|                                                            |                                                            |                                                            |                                                            |                                                            |          |
| Összesen                                                   | Összesen                                                   | 2                                                          | 2                                                          | 2                                                          | 6        |

## Érmesek
| A 2024. évi nyári olimpiai játékok érmesei öttusában |                                      |                                      |                                   |
| Versenyszám                                          | Arany                                | Ezüst                                | Bronz                             |
| Férfi egyéni                                         | Ahmed El-Gendy · Egyiptom (EGY)      | Taishu Sato · Japán (JPN)            | Giorgio Malan · Olaszország (ITA) |
| Női egyéni                                           | Gulyás Michelle · Magyarország (HUN) | Élodie Clouvel · Franciaország (FRA) | Seong Seung-min · Dél-Korea (KOR) |